# Duandian-Brennofen
Der Duandian-Brennofen (chinesisch 段店窑, Pinyin Duàndiàn yáo) war ein Keramikbrennofen in Zeit der Tang- bis Song-Dynastie und darüber hinaus auf dem Gebiet des Kreises Lushan der bezirksfreien Stadt Pingdingshan im Zentrum der chinesischen Provinz Henan. Er ist nach der Fundstätte, dem Dorf Duandian der Großgemeinde Liangyao benannt.
Die Stätte wurde bereits 1950 Chen Wanli untersucht, sie wurde 1990 von der Provinz Henan ausgegraben.
Die Stätte des Duandian-Brennofens steht seit 2006 auf der Liste der Denkmäler der Volksrepublik China (6-152).